# Osteomeles anthyllidifolia
Osteomeles anthyllidifolia là loài thực vật có hoa trong họ Hoa hồng. Loài này được (Sm.) Lindl. mô tả khoa học đầu tiên năm 1821.

## Hình ảnh

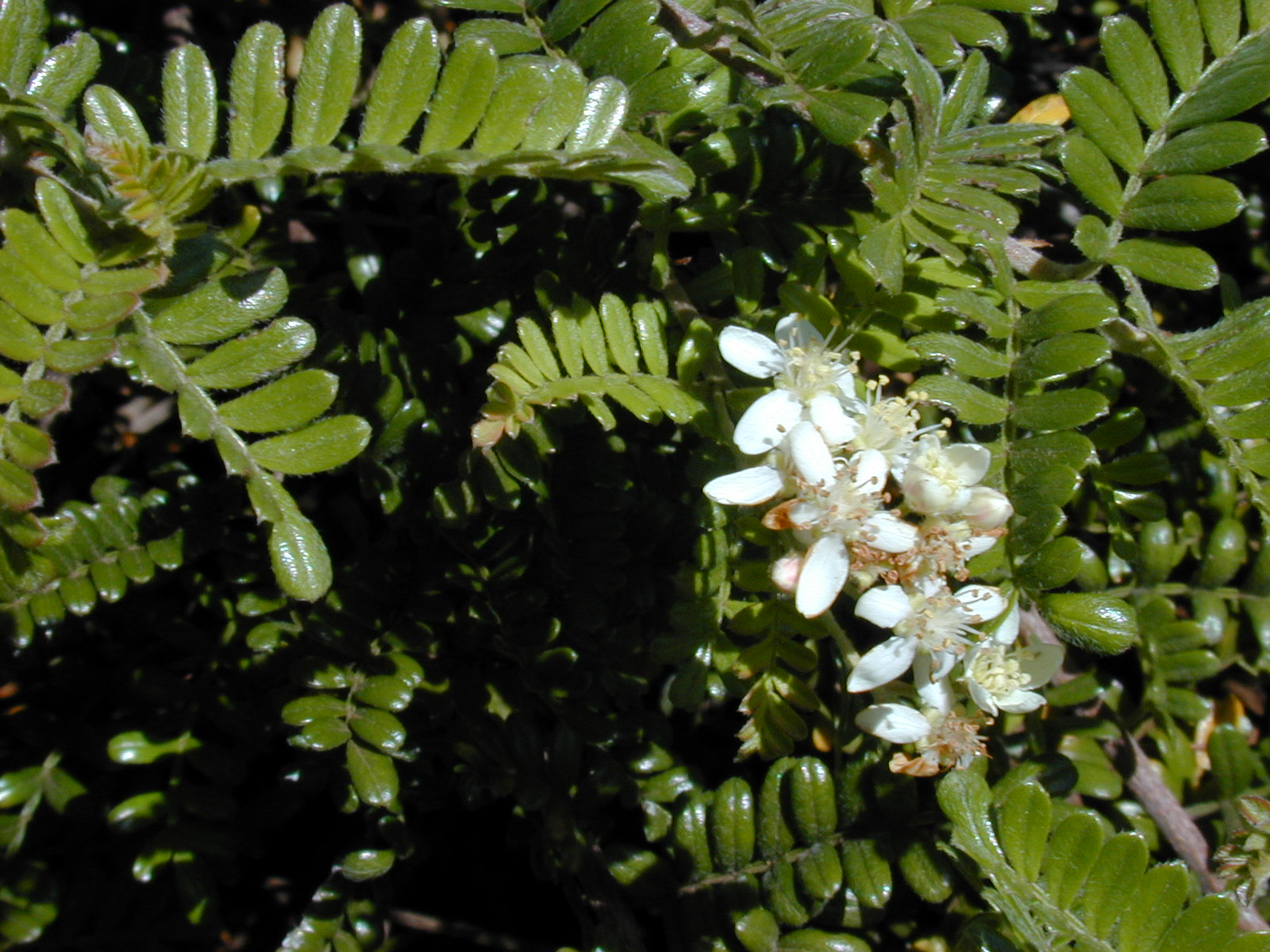
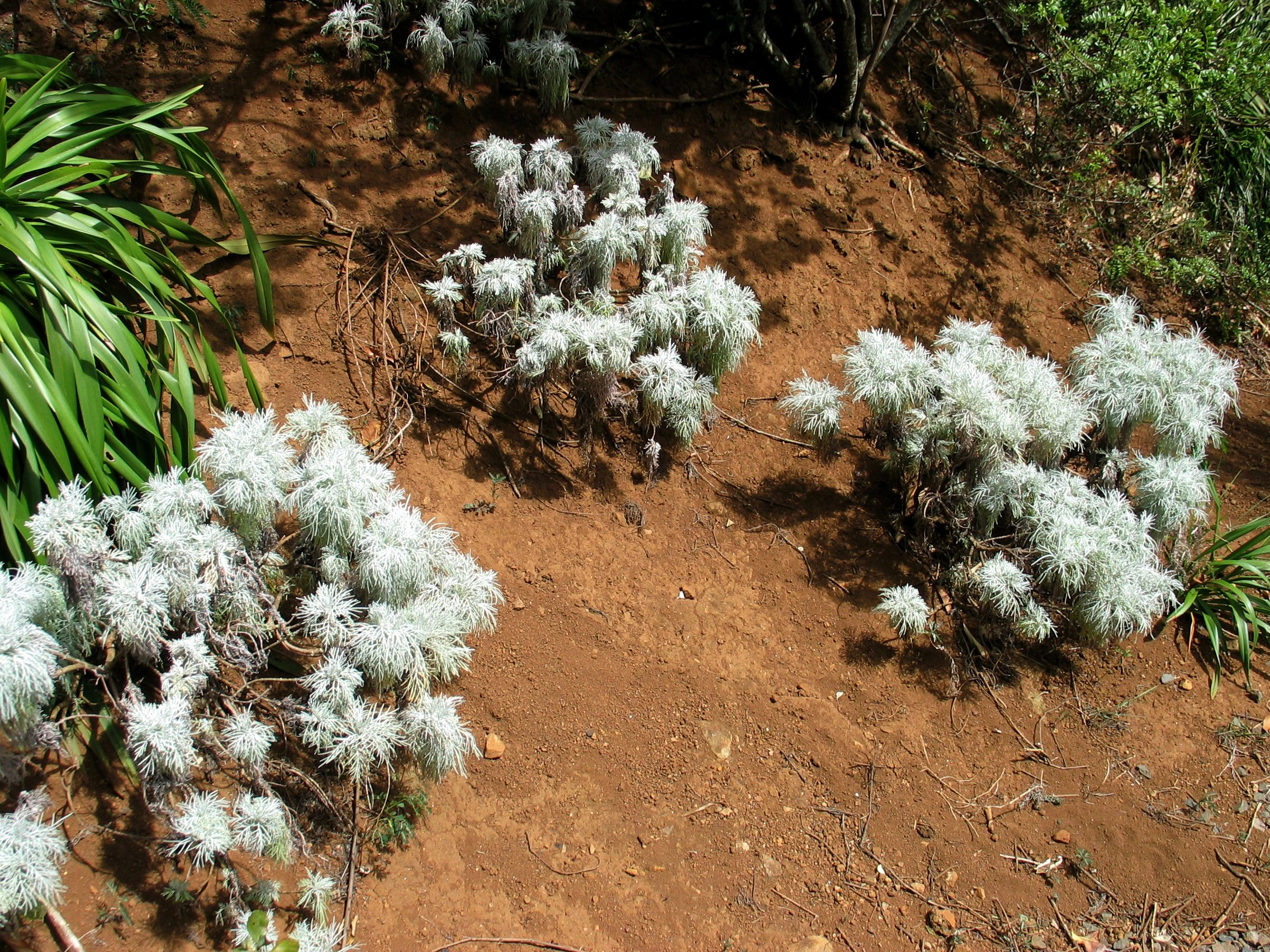
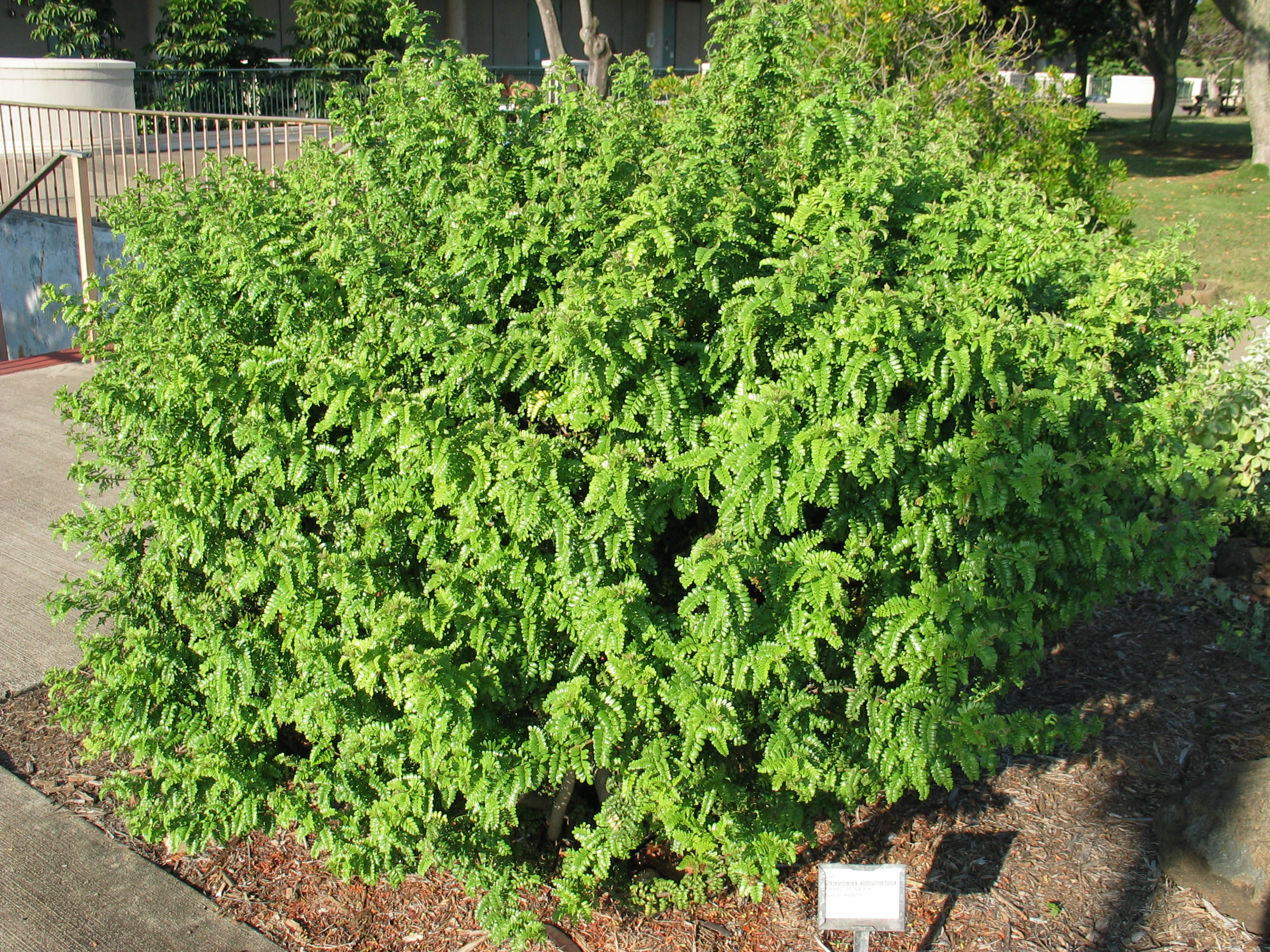
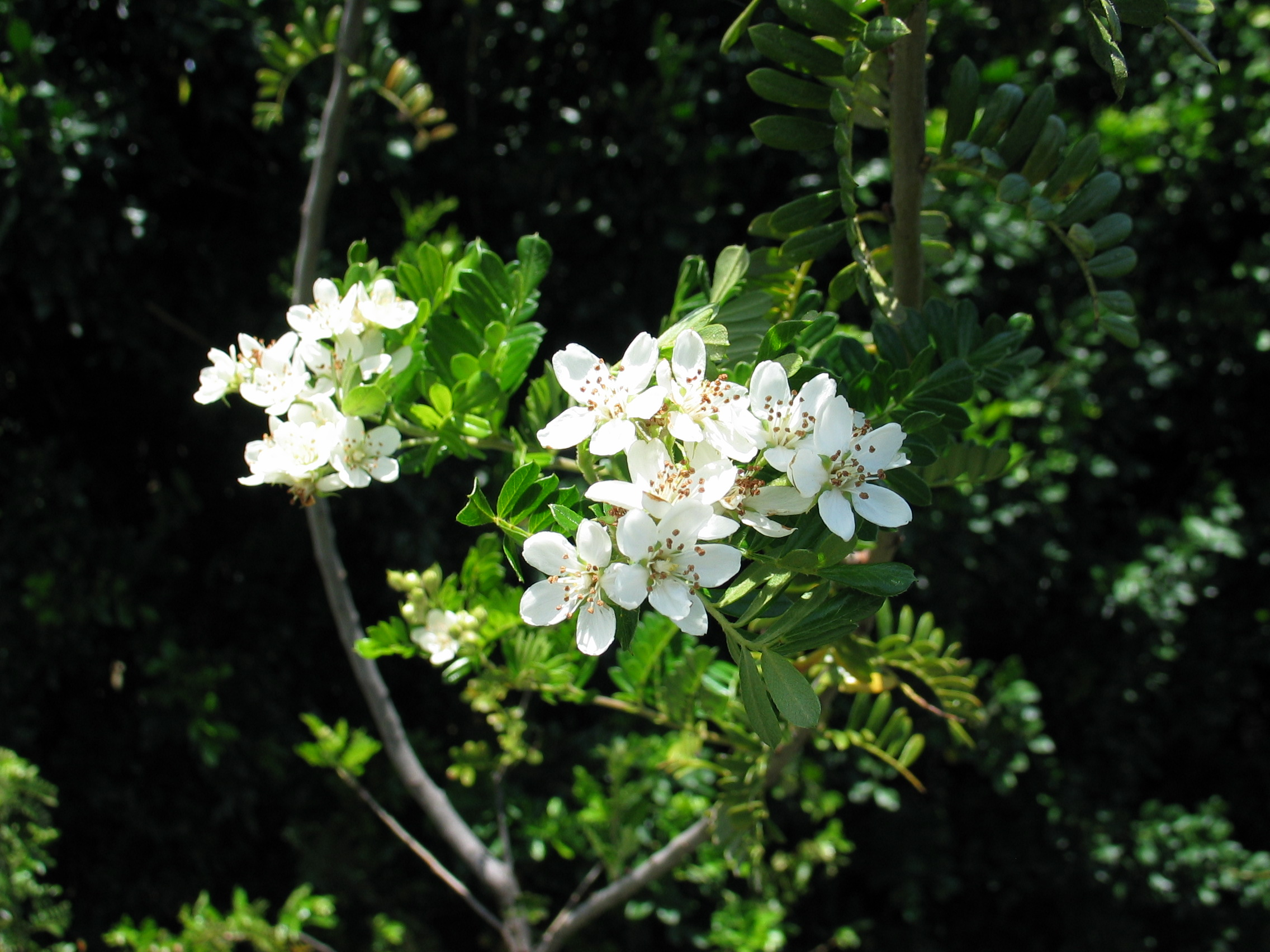